# Sanga (Thiou)
Pour les articles homonymes, voir Sanga.
Sanga est une localité située dans le département de Thiou de la province du Yatenga dans la région Nord au Burkina Faso.

## Géographie
Sanga est situé à 10 km au nord-ouest de Thiou, le chef-lieu du département, et à 35 km au nord-ouest de Ouahigouya. Le village est traversé par la route nationale 2 reliant Ouahigouya à la frontière avec le Mali.

## Démographie
Lors du recensement de 2006, on y a dénombré 1 240 habitants. 

## Santé et éducation
Le centre de soins le plus proche de Sanga est le centre de santé et de promotion sociale (CSPS) de Thiou tandis que le centre hospitalier régional (CHR) se trouve à Ouahigouya.
Le village possède une école primaire publique.